# (29565) Glenngould
(29565) Glenngould est un astéroïde de la ceinture principale.

## Description
(29565) Glenngould est un astéroïde de la ceinture principale. Il fut découvert le 17 mars 1998 aux Tardieux, dans les Alpes-de-Haute-Provence par Michel Bœuf. Il présente une orbite caractérisée par un demi-grand axe de 3,02 UA, une excentricité de 0,23 et une inclinaison de 2,3° par rapport à l'écliptique.
Cet astéroïde est nommé en l'honneur du pianiste et compositeur canadien Glenn Gould (1932-1982).

## Compléments